# Concept marketing
Le concept marketing d'une offre (un produit ou un service) est une présentation, essentiellement sous forme rédactionnelle, des bénéfices que doit procurer cette offre au public auquel elle s’adresse (consommateur, entreprise, etc.). Cette présentation a vocation à être soumise et testée auprès de sa cible afin d’en évaluer la clarté, la pertinence et l’appétence.

## Utilisations

### Lors du développement des offres
Le concept marketing est généralement rédigé dans la phase amont de processus de conception des offres, au moment où un chef de produit cherche à évaluer si l’offre à laquelle il travaille peut susciter l’intérêt du public et espérer un potentiel de débouchés. À ce stade, le produit ou le service n’a pas nécessairement encore été développé. Le concept permet donc de présenter l’offre dans ces grandes lignes et en fonction du retour des consommateurs lors de tests de décider de poursuivre ou non le développement de l’offre, avec les éventuels ajustements qui s’imposent.

### Avant la phase de lancement
Faisant profit de tests de concept préalables, le concept marketing peut être à nouveau rédigé peu avant la phase de lancement afin de tester les grandes lignes du discours. Il ne s’agit pas à ce stade de produire un message publicitaire, mais davantage d’affiner la présentation des bénéfices que l’on propose au marché et de hiérarchiser ces bénéfices en fonction des priorités les mieux calibrées par rapport aux attentes réelles du marché et de ce que peut délivrer l’offre dans sa version de lancement.

## Rédaction d’un concept marketing
La qualité rédactionnelle du concept est centrale pour permettre d’évaluer le potentiel d’une nouvelle offre. Il existe différentes approches, mais la plus communément utilisée comporte un certain nombre d’éléments de base permettant de construire le discours  :
- un insight consommateur : il permet de présenter une situation  évoquant un dilemme consommateur auquel l’offre va proposer d’apporter une réponse,
- une liste de bénéfices hiérarchisés par ordre décroissant d’importance pour la cible : il s’agit des principales réponses à l’insight[4],
- au moins un élément de reason to believe (RTB)[5] qui viendra verrouiller le discours : il s’agit de rassurer le consommateur sur le fait que les bénéfices promis peuvent bien être délivrés.

À ce rédactionnel on peut naturellement intégrer des visuels, schémas, dessins qui permettent de mieux exposer la situation (insight), l’offre (les bénéfices, avantages et caractéristiques) ainsi qu'éléments de preuve (RTB).

## Tests de concepts marketing
L’évaluation des concepts marketing,  est régulièrement réalisée grâce à des études de marché. Elle peut nécessiter la réalisation d’études qualitatives ou quantitatives en fonction des objectifs recherchés.
Durant ces études, on cherche généralement à évaluer a minima :
- la clarté du message,
- la pertinence de l’offre sur la cible pressentie,
- l’agrément généré par le discours,
- la capacité de cette offre à se démarquer des offres existences,
- l’incitation à l’achat,

D’autres critères d’évaluation sont bien sûr possibles et dépendent des pratiques des sociétés d’études mais aussi des habitudes des annonceurs.